# Coregonus huntsmani
Coregonus huntsmani is een  straalvinnige vissensoort uit de familie van zalmen (Salmonidae) en de onderfamilie van de houtingen. De wetenschappelijke naam van de soort is voor het eerst geldig gepubliceerd in 1987 door Scott.

## Verspreiding en leefgebied
Deze houtingsoort is anadroom en paaide in de herfst in het stroomgebied van de rivier  Petite Rivière  in Nova Scotia (Noordwest-Canada). Er is ook een niet-trekkende ("land-locked") vorm waarop nog gehengeld wordt. De vis is lastig te onderscheiden van Coregonus clupeaformis. Er is weinig bekend over de soortspecifieke eisen aan het leefgebied van deze soort.

## Status
Het paaigebied van deze vissoort wordt bedreigd door habitatverlies door de aanleg van dammen voor elektriciteitsopwekking, gebrekkige vistrappen en door illegale visvangst. Daarom staat de soort op de Rode Lijst van de IUCN als Kwetsbaar, beoordelingsjaar 1996.